# Баглан
Ба́глан (дари بغلان Baġlān) — город в одноимённой афганской провинции, основан приблизительно в 1960 году.
Находится близ реки Кундуз, в 65 километрах к югу от Ханабада, на высоте около 500 метров над уровнем моря.